# Mnémotechnique
« Mnémonique » redirige ici. Pour les autres significations, voir Code mnémonique.

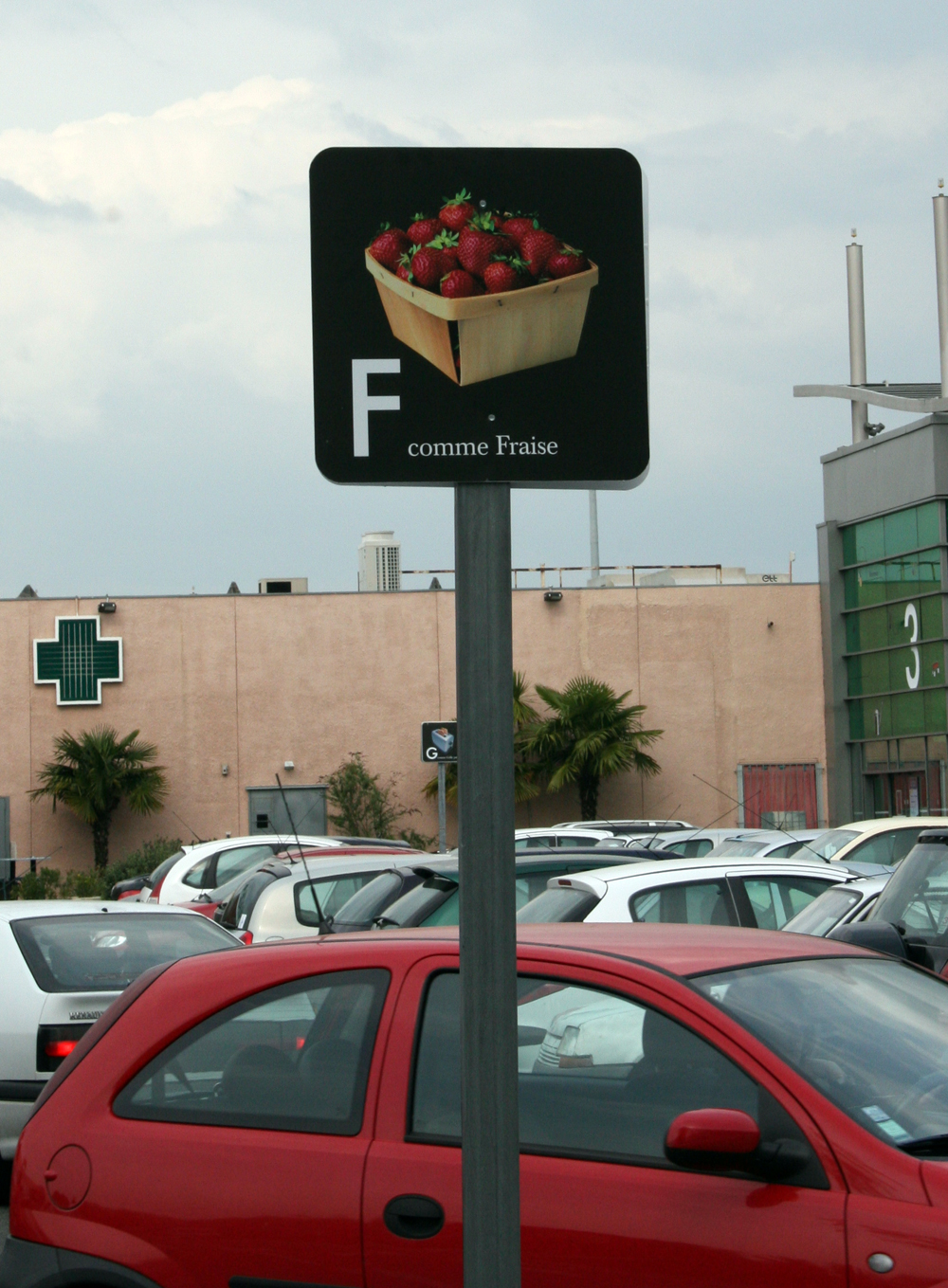
Exemple de mnémonique visuel, pour aider à mémoriser l'emplacement de sa voiture dans un stationnement.

La mnémotechnique, ou mnémonique, décrit l'ensemble des applications pratiques de la recherche en psychologie sur la mémoire, et des techniques, parfois très anciennes, augmentant la mémorisation de l'information.
L'intelligence implique la mémoire mais l'inverse n'est pas toujours vrai.
La mémoire est très importante pour les études, la vie professionnelle et quotidienne.
Depuis l'Antiquité des techniques de mémorisation ont été mises au point. La méthode des loci (lieux) est la plus connue. Ces techniques ont été ensuite améliorées.

## Histoire du concept
Le mot « mnémonique » provient du mot grec ancien μνημονικός / mnêmonikós (« de mémoire ») et rappelle Mnémosyne, la mère des Muses de la mythologie grecque. Ces deux mots font référence à μνήμη / mnếmê (« souvenir »).
La première référence connue à un mnémonique est l'« Art de mémoire », décrite dans De Oratore par Cicéron.

## Définition de la mémoire

### Définition
Selon Michel Guirao, professeur d'anatomie à l'université de Grenade, auteur de Anatomie de la conscience (Editions Maloine), "la mémoire est la capacité de fixer et de retenir consciemment ou inconsciemment les faits présents, avec possibilité, soit de leur oubli, soit de leur évocation postérieure". Mémoriser, c'est d'abord fixer l'information, c'est ensuite la conserver (stockage) et c'est, enfin, la restituer (présentification).

### Comment fonctionne la mémoire
Le cerveau est un gigantesque réseau de 100 milliards de neurones à l'origine de méta-circuits mnésiques. C'est un organe malléable à vie.
La mémoire n'est pas localisée dans un endroit particulier mais il existe différentes spécialisations repérées par l'étude des amnésies -pertes de mémoire-.

### Différents types de mémoire

#### Selon la durée
- Mémoire à court terme (MCT) ou mémoire de travail. La mémoire immédiate est fragile - par exemple garder la mémoire d'un numéro de téléphone-. Sa capacité est limitée d'environ 7 mots et l'oubli est rapide au bout de quelques secondes. Il faut donc la consolider.
- Mémoire à long terme. Il existe trois types de mémoire à long terme qui se distinguent par leur contenu. Les mémoires épisodique et sémantique sont regroupées dans la mémoire déclarative.
- Mémoire épisodique. Ce type de mémoire comprend les souvenirs des évènements vécus. C'est la mémoire de l'expérience personnelle. Cependant, elle est paradoxale. On a l'impression de mieux se souvenir des expériences que des connaissances, mais c'est le contraire. En fait, les événements ne sont pas revécus, mais reconstruits. Donc les émotions que font revivre les souvenirs peuvent modifier notre souvenir du passé.
- Mémoire sémantique. Ce type de mémoire porte sur les faits et les connaissances encyclopédiques. Elle fonctionne par des concepts objectifs, ce qui la rend plus fiable et solide que la mémoire épisodique.
- Mémoire procédurale. Ce type de mémoire porte sur les habiletés motrices, les savoir-faire, les gestes habituels. C'est grâce à elle qu'on peut se souvenir comment exécuter une séquence de gestes. Elle est très fiable et conserve ses souvenirs même s'ils ne sont pas utilisés pendant plusieurs années. La mémoire procédurale est activée dans les actions que nous menons « en roue libre » par exemple faire du vélo.

Mémoire à court terme et fixation dans la mémoire à long terme sont deux phases d'un même mécanisme.

#### Selon les niveaux psychologiques
- Mémoire sensori-motrice. C'est la mémoire biologique, celle des sensations et des mouvements. Chaque sens a sa mémoire, mais les principales mémoires sensorielles sont visuelles et auditives; "une image exprime plus que mille mots" selon un proverbe chinois. Viennent ensuite la mémoire olfactive, tactile et enfin gustative.. Cette mémoire comporte la reconnaissance: celle du stimulus déclenchant.
- Mémoire sociale. Elle est propre à l'homme vivant en société. La conduite du récit est une mémoire logique impliquant des représentations personnelles, collectives, universelles et stables.
- Mémoire affective ou autistique. Elle se manifeste dans le sommeil sous la forme du rêve et, dans la maladie mentale, sous la forme du délire. Dans l'un et l'autre cas, le passé n'est pas reconnu comme tel, il est pris pour le présent. Elle fait intervenir l'inconscient, l'intuition, les symboles.

## Quelques théories de la mémoire

### Néo-associationnisme
Issu du sensualisme français (Condillac) et de l'empirisme britannique (Hume, Stuart Mill), il se développe avec l'école behavioriste américaine influencée elle-même par l’œuvre de Pavlov. Il repose en priorité sur la loi de contiguïté, - association d'évènements proches dans le temps et l'espace et répétés. Cette théorie n'explique pas de manière satisfaisante la relation mémoire-intelligence.

### Théorie de la forme ou structure d'ensemble (Gestalt)
Élaborée en Allemagne au début par Wertheimer (1912). La mémoire permet la structuration progressive de l'apprentissage, par exemple apprendre à nager.

### Théorie de Jean Piaget
Le fonctionnement de la mémoire dépend de l'intelligence et du langage. Toute action, manifeste ou intériorisée comprend une certaine structure, c'est-à-dire une organisation que Piaget appelle schème. La recherche du temps passé dépend de la reconnaissance du temps présent.

## Histoire
Des méthodes mnémotechniques sont connues dans l'Antiquité.

### Méthode des loci (lieux)
Les Grecs ont inventé la méthode des lieux, dite méthode des loci, qui aide à mémoriser une longue liste d'objets dans l'ordre. La méthode consiste à mémoriser un parcours familier. Il s'agit ensuite d'imaginer chaque élément à mémoriser sur les endroits du parcours. Quand la personne veut se rappeler la liste d'objets, elle doit alors parcourir mentalement le chemin où elle a imaginé les objets. La méthode des lieux (loci) est détaillée dans la Rhétorique à Herennius. 
La Cena Cypriani pourrait constituer un exemple de texte relevant du genre mnémotechnique. « La Caena est une sorte de résumé mnémotechnique de la Bible, sous la forme d'un récit fictif où les personnages bibliques interviennent avec les particularités qui les caractérisent ».

### Méthode des chiffres-consonnes
L'astronome et mathématicien français Pierre Hérigone formule les bases d'une technique mnémonique qui deviendra le système majeur ou code chiffres-sons, utile pour retenir les longues listes de chiffres. L'idée est développée par la suite et reprise en particulier au début du XIXe siècle, par Aimé Paris dans Souvenirs du cours de mnémotechnie. S'inspirant de sa méthode, l'abbé Moigno écrit le Manuel de Mnémotechnie (1879). L'abbé Moigno raconte « qu'il étonnait et agaçait le savant François Arago en lui indiquant de mémoire les chiffres des altitudes des principales montagnes du globe, ou en lui récitant sans broncher les soixante premières décimales du nombre π ».
Le principe de la méthode d’Aimé Paris pour retenir facilement les nombres repose sur l'association d'une suite de consonnes à une suite de nombres. Les consonnes prononcées sont d'abord extraites. Ainsi dans le mot « mathématique » sont prises en compte les consonnes M, T, M, T, Q dans ce même ordre. Un nombre est ensuite associé à chaque consonne prononcée. Cette association utilise la convention de la sténographie, autre domaine d’Aimé Paris, qui confond les consonnes dures avec leurs correspondantes douces, ou encore consonnes sonores et sourdes.
L'association est la suivante : t et d représentent le chiffre 1; n et gne le chiffre 2, m le chiffre 3, r le chiffre 4 , l et lle le chiffre 5, che et j  ou ge le chiffre 6, k et qu et c dur le chiffre 7, f et v le chiffre 8, p et b le chiffre 9 et enfin s ou z le chiffre 0. Cette correspondance doit être apprise une fois pour toutes. Pour la retenir il propose de retenir la phrase suivante : « Dieu Ne Me Rend La Joie Qu’à Vos Pieds Saints » qui représente la suite des chiffres de 1 à 9 et le zéro.
Dans les années 1830 un dictionnaire fut publié par les frères A.-M. et J.-F. de Castilho sous le nom de Dictionnaire mnémonique (1832). Tous les mots de la langue française y sont classés par ordre du nombre associé. Ainsi au chiffre 9954 correspond le mot « populaire ». Les deux auteurs écrivent dans la préface qu'« à l'aide de ce dictionnaire la seule difficulté réelle qui arrête les commençants lorsqu'il y a des chiffres à mémoriser s'évanouit complètement ».

## Méthodes pour mémoriser les suites de mots

### Méthode des piquets ou crochets
Les méthodes dites des piquets (en anglais, peg system) sont mises au point pour aider l'apprenant à retenir des listes de mots ou de chiffres dans un ordre donné. Plusieurs méthodes existent. Le principe des méthodes de piquet est que les éléments à retenir sont associés avec un « piquet », c'est-à-dire une information facile à retenir car elle est déjà familière pour l'apprenant.
Une application est la méthode des crochets, par exemple pour des listes de courses avec le corps : 1 cheveux, 2 nez, 3 bouches, 4 épaules, 5 poitrines, 6 nombrils, 7 mains, 8 cuisses, 9 genoux, 10 pieds.

### La méthode des lieux et du voyage
La méthode des loci, utilisée depuis l'antiquité, est une méthode de piquets, où les éléments à mémoriser sont associés à des lieux déjà connus et déjà bien mémorisés. On peut utiliser aussi des lieux en partie fictifs (maisons, palais, trajets, bibliothèque, villes, supermarchés, corps humain etc.)

### Méthode imagée utilisant les rimes, les concaténations
Une autre méthode consiste à retenir une liste d'objets les associant avec une liste d'objets qui sont faciles à retenir parce que leur nom rime avec les chiffres. En anglais, le système s'appelle « one-is-a-bun » (mon premier est un pain) : one is a bun, two is a shoe, three is a tree, etc. Chaque objet de la liste à mémoriser doit être associé visuellement à la liste des objets de la liste bun-shoe-tree-etc.. L'intérêt de ce système est que la liste de rimes à apprendre en premier lieu est facile à retenir. La méthode a été étudiée dans les années 1970 par les psychologues cognitivistes a montré une bonne efficacité comparée à l'absence de méthode.
Concaténation vient étymologiquement, de con  ou cum = avec et catena = chaîne. Par exemple les conjonctions de coordination: Mais ,ou, et, donc, or, ni, car, Mais où est donc Ornicar? Les couleurs de l'arc en ciel VIBUJOR, VIolet, Bleu, Vert, Jaune, Orange, Rouge. Ou la concaténation 'tricot vert' connue des marins, les bouées que l'on laisse à TRIbord sont COniques et VERTes.

## Méthodes pour mémoriser les suites de chiffres
Les méthodes de Pierre Hérigone, Aimé Paris et l'abbé Moigno sont destinées à retenir des suites de chiffres. Ces méthodes font partie des méthodes nommées aussi système mnémonique majeur ou code chiffres-sons.
Il s'agit d'associer à chaque chiffre de 0 à 9 généralement une paire de consonnes qui peuvent se mémoriser par la phrase suivante : Sot Tu Nous Mens, Rend Les Chants QUe Fit Pan. L'association est la suivante. t et d ont une barre et représentent le chiffre 1, n (deux barres) et gne le chiffre 2, m (3 barres) le chiffre 3, R présent dans four et quatre le chiffre 4 , L (50 en chiffres romains) et lle le chiffre 5; che, j  ou g mou qui, renversé, donne le chiffre 6, k et qu, gue et c dur le chiffre 7,v et  f qui, en écriture manuscrite rappelle le chiffre 8; p et b inversés évoquent le chiffre 9 et enfin s ou z le chiffre 0. Cette correspondance doit être apprise une fois pour toutes. On peut alors associer n'importe quel nombre à des mots-images, qui sont plus faciles à retenir.

### Système de nombres en forme
Suivant la méthode des piquets, le principe de la méthode des nombres en forme est d'associer un nombre à sa forme visuelle (un ressemble à une chandelle, deux ressemble à un cygne, etc.).

## Méthodes pour mémoriser de nouveaux mots

### Méthode visuelle des mots clefs
La méthode des mots clefs aide à retenir de nouveaux mots, durant l'apprentissage d'une langue étrangère par exemple. Cette méthode requiert de créer une image qui dépeint un caractère ou un objet dont le nom ressemble à celui de l'élément à mémoriser. Cet objet interagit alors avec d'autres objets ainsi créés, l'ensemble formant ainsi l'information à retenir. Cette méthode a été testée en 1975 dans une série d'expériences chez des étudiants anglophones auxquels on demandait d'apprendre des mots russes ou des mots espagnols, à court terme et à long terme. La méthode ainsi testée se montre beaucoup plus efficace que l'absence de méthode. Par ailleurs, le fait de donner aux étudiants les mots clefs facilite leur apprentissage,,.

### Méthodes de substitution des mots
Dans la méthode de substitution des mots, laquelle remplace un concept abstrait par un mot connu. Par exemple, il n'y a pas d'image naturelle que l'on peut associer à l'élément chimique bore. Par contre, on pourrait lui associer un terme qui se prononce presque identiquement : « bord ».
Ces méthodes peuvent aussi être utilisées pour le rappel des noms.

## Méthodes pour mémoriser des informations complexes

### Méthode duSurvey, Question, Read, Recite, Review(SQ3R)
La méthode SQ3R (en) a été introduite en 1946 aux États-Unis par le philosophe Francis P. Robinson (en). La méthode vise à retenir des informations nouvelles et complexes. Elle est aussi décrite comme une méthode de lecture efficace (effective reading) conseillée aux étudiants.
Elle consiste à suivre cinq étapes décrites en anglais par Survey, Question, Read, Recite and Review, soit en français : Examiner, Questionner, Lire, Réciter et Revoir. La première étape est d'examiner le matériel à apprendre, en dégageant un plan qui aide à sa compréhension, et interpréter comment les éléments sont liés entre eux. Ensuite, l'apprenant doit s’interroger sur chaque section du plan, pour savoir à quelles questions ce contenu répond. L'ensemble du matériel à apprendre est ensuite lu de manière détaillée avec deux objectifs : d'une part, tenter de répondre aux questions de l'étape précédente ; d'autre part, intégrer les nouvelles informations aux informations préexistantes (déjà connues). L'apprenant énumère ensuite de mémoire, les principaux points importants à retenir pour chaque section et relit (étape 3) tant que cela n'est pas mémorisé. L'étape finale consiste à revoir ce qui a été appris, non plus section par section, mais pour l'ensemble du matériel à apprendre,.
La méthode SQ3R a été étudiée par des psychologues cognitivistes qui ont reconnu son efficacité dans les années 1970.

### La carte heuristique
Cette méthode (à ne pas confondre avec la notion de carte mentale, bien qu'on lui donne souvent ce nom) a été popularisée par le psychologue anglais Tony Buzan. L'idée est d'essayer d'imiter le fonctionnement de l'esprit et pour mémoriser un concept, par exemple la mémoire, de dessiner les principales sous-parties sous forme de branches en y notant des mots clé. Cette méthode peut être utilisée pour faire le point sur un concept, mémoriser une réunion, une conférence, un livre, un film en mettant au centre le titre et l'auteur ou metteur en scène, etc.

### Sitographie
http://www.ateliermemoire.fr/ Exercices, jeux et conseils pour améliorer la mémoire
http://www.lecerveau.mcgill.ca Site canadien, décrit pédagogiquement le fonctionnement de la mémoire